# Beata viscera
 (décembre 2020).

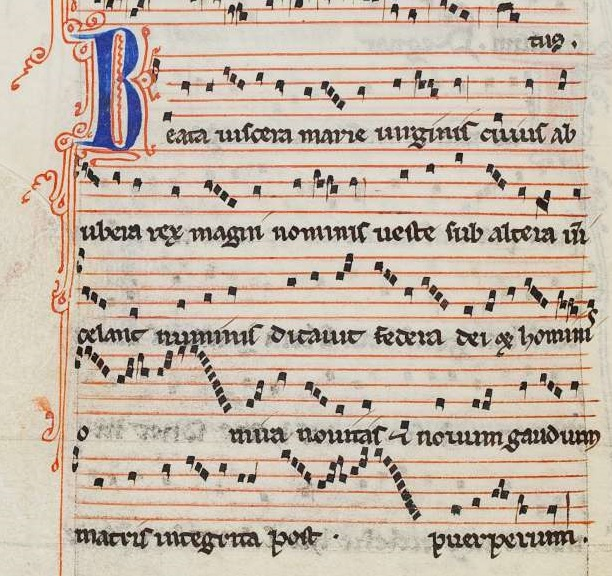
Beata viscera (c. 1200) de Pérotin, conductus extrait du manuscrit de Wolfenbüttel, Codex Guelf 1099 (XIIIe siècle). Le texte est ici, attribué à Philippe le Chancelier.

Beata viscera Mariae Virginis ou plus brièvement Beata viscera (Heureuses les entrailles de la Vierge Marie) est un chant responsorial ou antiphona, souvent mis en musique depuis l’école de Notre Dame (autour de 1200). Le texte fait référence à saint Luc, chapitre 11, verset 27.
Le texte est attribué dans le Manuscrit de Darmstadt à Philippe, chancelier de Paris, et dans le manuscrit de Charleville à Gauthier de Châtillon.

## Texte et traduction
Beata viscera Mariae Virginis
quae portaverunt aeterni Patris Filium.
Et beata ubera quae lactaverunt Christum Dominum.
Quia hodie pro salute mundi
de Virgine nasci dignatus est.
Vers. 1
Ave Maria, gratia plena,
Dominus tecum.

Heureuses les entrailles de la Vierge Marie
qui ont porté le Fils du Père éternel.
Heureux les seins qui ont nourri le Christ.
Car aujourd'hui il est né de la vierge
pour le salut du monde.
Je vous salue, Marie, pleine de grâce,
le Seigneur est avec vous.

## Mise en musique

### Antiphona
- Pérotin : Beata viscera (vers 1220)
- William Byrd : Beata viscera
- Gregor Aichinger (1565-1628), Beata viscera[2].
- Fernand de La Tombelle : Beata viscera à quatre voix mixtes. Paris, Art catholique, La schola paroissiale.
- James Horner : Beata Viscera - 2:19 (Musique du film Le nom de la Rose, n°2)

### Messes
- Jacob Obrecht[3] : Messe Beata Viscera (av.1491-1493)[4],[5].

## Discographie
- Pérotin Viderunt omnes, Veni creator spiritus, Alleluia posui adjutorium, O Maria virgine, Dum sigillum, Isaias cecinit, Alleluia nativitas, Beata viscera, Sederunt principes, The Hilliard Ensemble, dir. Paul Hillier (1988 - ECM New Series 1385)
- [Pérotin, Beata Viscera] Veni Domine, Sistine Chapel Choir, Massimo Palombella, Cecilia Bartoli (2017 - Deutsche Grammophon GmbH, Berlin)[6].